# 吼えろ!ドラゴン 起て!ジャガー
『吼えろ!ドラゴン 起て!ジャガー』（ほえろ!ドラゴン たて!ジャガー、中国語：龍虎鬥、英語：The Chinese Boxer）は1970年に公開された香港のカンフー映画。
ジミー・ウォング監督、主演。

## 概要
本作は香港映画のターニングポイントになった作品である。以前は日本映画の殺陣に影響を受けた武侠作品が基本で、武侠映画に飽きたジミーは『姿三四郎』に影響を受け、素手による格闘を作品に取り込むことを思いついた。また、『座頭市』のヒットにより、ハンデキャップがある主人公という設定の、片腕のない主人公が大暴れする『片腕必殺剣』が公開。そして主演のジミーは「片腕スター」として有名になるが、以前からジミーはショウ・ブラザーズからの扱いに不満だった。何よりも月給制のため作品のヒットとは関係なく、給料も変わらなかったため、ジミーは不満を爆発させ、監督をやらせるように要求した。ちなみに、アメリカで本作を観たブルース・リーが、脚本のチープさとジミーの武術のクオリティに憤慨し、映画界に乗り込んでいった逸話は有名である。

## キャスト
- ジミー・ウォング（王羽）
- ロー・リエ（羅烈）
- ワン・ピン（汪萍）
- チャオ・シュン（趙雄）
- ファン・ミェン（房勉）
- チェン・ライ（鄭雷）
- ワン・クンユー（王光裕）
- チャイ・ノア（翟諾）
- チァン・リン（江玲）
- ワン・チュン（王鍾）
- チェン・シン（陳星）

## スタッフ
- 監督/脚本/主演：ジミー・ウォング（王羽）
- 製作：ラミー・ショウ（邵仁枚）
- 武術指導（アクション監督）：タン・チァ（唐佳）

## 作品解説
ストーリーは後の作品『片腕ドラゴン』に繋がる復讐劇である。
また、ジミーの監督としての才能は非常に優れている。細かいカット割り、ワンカットの見栄えにこだわった構図の撮り方、全体のカメラワークなど。
中盤の賭博場でのアクションシーンは、後にキル・ビルでも引用された。
助監督に、ウー・シー・ユエンの名前がクレジットされている。
日本では日活の一般映画『赤ちょうちん』（主演：秋吉久美子、監督：藤田敏八）との二本立てで公開された。